# Oplodontha luzonensis
Oplodontha luzonensis är en tvåvingeart som beskrevs av James 1947. Oplodontha luzonensis ingår i släktet Oplodontha och familjen vapenflugor.
Artens utbredningsområde är Filippinerna. Inga underarter finns listade i Catalogue of Life.